# Championnat national de tennis des États-Unis 1908
Pour un article plus général, voir US Open de tennis.
Résultats détaillés de l’édition 1908 du championnat de tennis US National qui est disputée du 22 au 27 juin 1908.

## Palmarès
| Tableau          | Vainqueurs                    | Vainqueurs | Score         | Finalistes                    | Finalistes |
| ---------------- | ----------------------------- | ---------- | ------------- | ----------------------------- | ---------- |
| Simple dames     | Maud Barger Wallach           | États-Unis | 6-3, 1-6, 6-3 | Evelyn Sears                  | États-Unis |
| Simple messieurs | William Larned                | États-Unis | 6-1, 6-2, 8-6 | Beals Wright                  | États-Unis |
| Double dames     | Evelyn Sears Margaret Curtis  | États-Unis | 6-3, 5-7, 9-7 | Carrie Neely Miriam Steever   | États-Unis |
| Double messieurs | Fred Alexander Harold Hackett | États-Unis | 6-1 7-5 6-2   | Raymond Little Beals Wright   | États-Unis |
| Double mixte     | Edith Rotch Nathaniel Niles   | États-Unis | 6-4, 4-6, 6-4 | Louise Hammond Raymond Little | États-Unis |

## Simple dames
|  |                     |  |   |   |   |
|  | Finale              |  |   |   |   |
|  |                     |  |   |   |   |
|  |                     |  |   |   |   |
|  | Maud Barger Wallach |  | 6 | 1 | 6 |
|  | Maud Barger Wallach |  | 6 | 1 | 6 |
|  | Evelyn Sears        |  | 3 | 6 | 3 |

## Double dames
|  |                              |  |   |   |   |
|  | Finale                       |  |   |   |   |
|  |                              |  |   |   |   |
|  |                              |  |   |   |   |
|  | Evelyn Sears Margaret Curtis |  | 6 | 5 | 9 |
|  | Evelyn Sears Margaret Curtis |  | 6 | 5 | 9 |
|  | Carrie Neely Miriam Steever  |  | 3 | 7 | 7 |

## Double mixte
|  |                               |  |   |   |   |
|  | Finale                        |  |   |   |   |
|  |                               |  |   |   |   |
|  |                               |  |   |   |   |
|  | Edith Rotch Nathaniel Niles   |  | 6 | 4 | 6 |
|  | Edith Rotch Nathaniel Niles   |  | 6 | 4 | 6 |
|  | Louise Hammond Raymond Little |  | 4 | 6 | 4 |